# Lac Walker
Lac Walker är en sjö i Kanada.   Den ligger i regionen Côte-Nord och provinsen Québec, i den östra delen av landet, 800 km nordost om huvudstaden Ottawa. Lac Walker ligger 115 meter över havet. Arean är 42 kvadratkilometer. Den sträcker sig 32,9 kilometer i nord-sydlig riktning, och 5,4 kilometer i öst-västlig riktning.
I omgivningarna runt Lac Walker växer i huvudsak barrskog. Trakten runt Lac Walker är nära nog obefolkad, med mindre än två invånare per kvadratkilometer.